# Pinnacle Foods
Pinnacle Foods est une entreprise américaine agro-alimentaire basée à Parsippany-Troy Hills aux États-Unis. Pinnacles Foods est présente dans les plats, pizzas et salades préparés, les sauces et sirops sucrés, les pop-corns, les cornichons, la viande et les bagels.

## Histoire
En 2007, Pinnacle Foods est acquise par Blackstone pour 2,16 milliards de dollars.
En novembre 2009, Pinnacle Foods annonce l'acquisition pour 1,3 milliard de dollars de Birds Eye Foods, entreprise leader dans le surgelé aux États-Unis
En août 2013, Pinnacle Foods acquiert pour 580 millions de dollars Wish-Bone, une filiale d'Unilever, spécialisée dans les sauces salades.
En mai 2014, Hillshire Brands annonce l'acquisition de Pinnacle Foods pour 4,3 milliards de dollars, acquisition qui ne sera pas réalisée.
En novembre 2015, Pinnacla Foods acquiert pour 175 millions de dollars canadien, soit l'équivalent de 154 millions de dollars, Garden Protein International, spécialisée dans les produits protéines d'origine végétale.
En novembre 2015, Pinnacle Foods annonce l'acquisition pour 710 millions de dollars de Boulder Brands, spécialisée dans les produits végans et sans gluten.
En juillet 2018, ConAgra Foods annonce l'acquisition de Pinnacle Foods pour 8,1 milliards de dollars et 10,9 milliard si on inclut la reprise de dettes, lui permettant notamment de renforcer sa présence dans les surgelés.